# Motta dal vivo
Motta dal vivo è il primo album dal vivo del cantautore italiano Motta, registrato all'Auditorium Parco della Musica di Roma e pubblicato il 6 dicembre 2019 dall'etichetta Sugar Music.

## Tracce
Testi e musiche di Francesco Motta.
1. La fine dei vent'anni – 3:51
2. Quello che siamo diventati – 3:21
3. Del tempo che passa la felicità – 5:02
4. Se continuiamo a correre – 4:24
5. Mio padre era un comunista – 2:35
6. Vivere o morire – 4:54
7. Sei bella davvero – 3:09
8. Prima o poi ci passerà – 2:44
9. Cambio la faccia (feat. Alice Motta) – 8:43
10. Chissà dove sarai – 3:42
11. Dov'è l'Italia (feat. Nada) – 3:12
12. La prima volta – 3:29
13. La nostra ultima canzone – 2:47
14. Mi parli di te – 4:21
15. Ed è quasi come essere felice – 13:00
16. Roma stasera – 8:21

Durata totale: 77:35

## Classifiche
| Classifica (2019) | Posizione massima |
| ----------------- | ----------------- |
| Italia            | 77                |